# Кайманові черепахи
Кайма́нові черепа́хи (Chelydridae) — родина черепах.
Відмітна ознака кайманових черепах — невеликий пластрон, який має хрестоподібну форму, довгий хвіст (більше половини довжини тіла), покритий зверху низкою великих шипуватих лусок. Голова і шия вкриті дрібними шипуватими лусочками.

## Еволюція та розвиток
Предки кайманових черепах жили в еоцені, тобто приблизно 38–55 млн років тому. Дослідивши останки цих тварин, учені прийшли до висновку, що панцир древніх кайманових черепах був досить м'яким, у зв'язку з чим рептилії не могли захиститися в разі нападу хижаків і, щоб не стати їхньою здобиччю, воліли нападати першими, проявляючи невластиву черепахам агресивність. До речі, сучасні кайманові черепахи поводяться подібним же чином. Саме тому в домашніх тераріумах їх не тримають.

## Класифікація
Родина включає дві підродини — Chelydrinae, поширену в Америці і у тому числі два монотипні роди, а також Platysterninae, поширену в Азії і у тому числі один монотипний рід. Остання підродина зазвичай розглядається як окрема родина Platysternidae.
- Підродина Chelydrinae
  - Рід Chelydra — Кайманові черепахи
    - Вид Chelydra serpentina — Кайманова черепаха

  - Рід Macroclelys — Грифові черепахи
    - Вид Macrochelys temminckii — Грифова черепаха
- Підродина Platysterninae
  - Рід Platysternon — великоголові черепахи
    - Вид Platysternon megacephalum — Великоголова черепаха

## Галерея

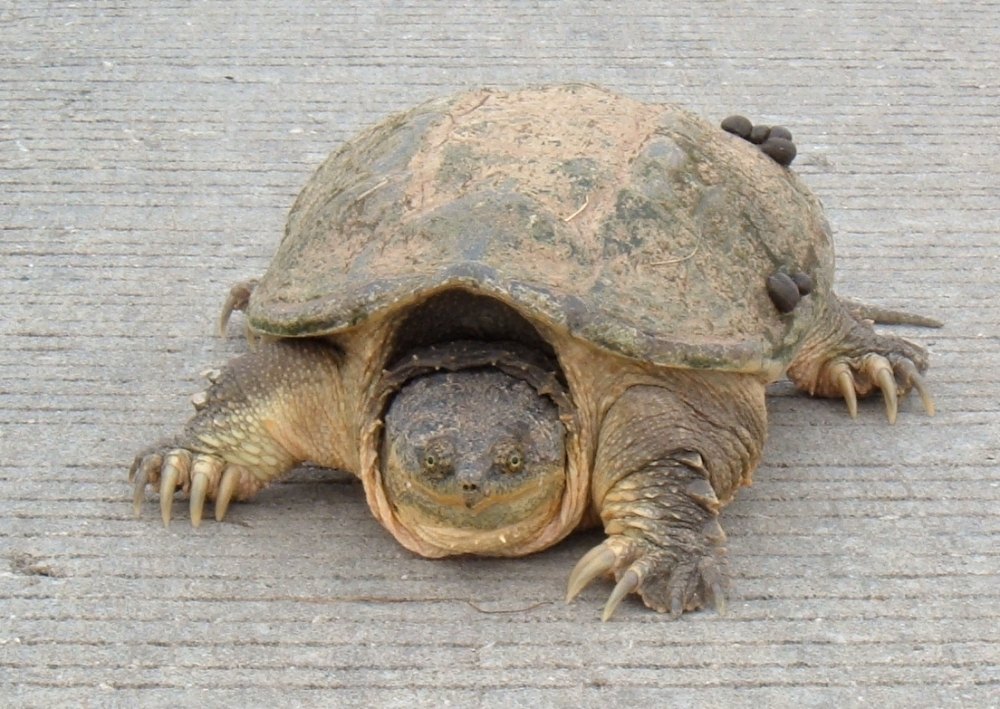
Кайманова черепаха
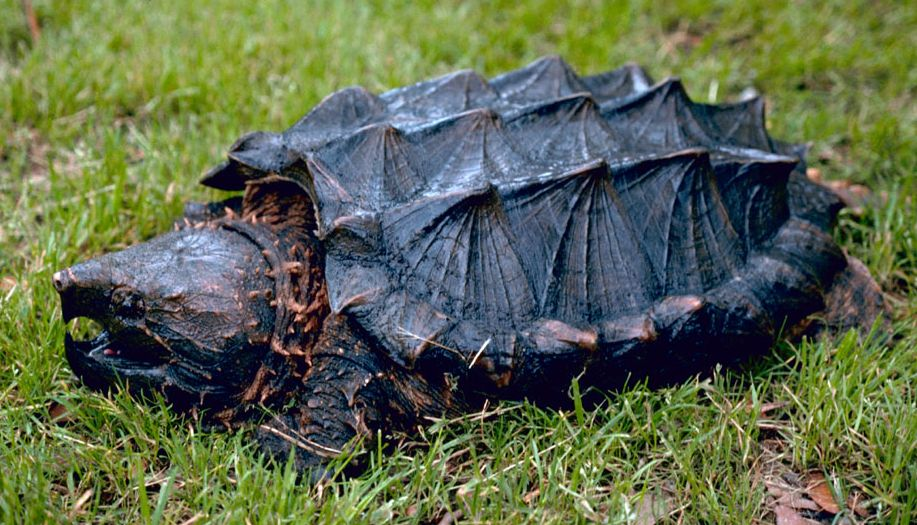
Грифова черепаха
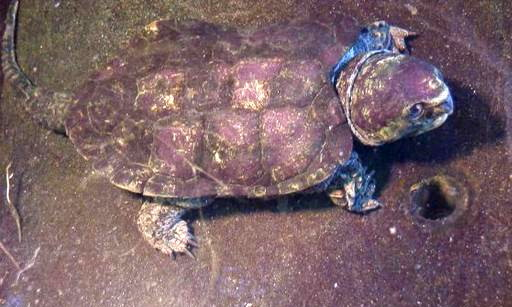
Великоголова черепаха